# 에블리겐역
에블리겐역(독일어: Ebligen)은 스위스 베른주의 오버리트 암 브리엔처제 시정촌과 에블리겐 정착지 근처에 있는 기차역이다. 에블리겐은 인터라켄과 루체른 사이를 운행하는 첸트랄반 소유의 브뤼닉선의 정류장이다.

## 운행편
에블리겐에서 정차하는 서비스는 다음과 같다.
- 레기오 : 인터라켄 동역과 마이링엔 사이를 매시간 운행한다.